# Котяла
Котяла (рум. Coteala) — село в Бричанском районе Молдавии. Относится к сёлам, не образующим коммуну.

## География
Село расположено на высоте 245 метров над уровнем моря.

## Население
По данным переписи населения 2004 года, в селе Котяла проживает 2022 человека (952 мужчины, 1070 женщин).
Этнический состав села:
| Национальность | Число жителей | Процентный состав |
| -------------- | ------------- | ----------------- |
| молдаване      | 1987          | 98,27             |
| русские        | 18            | 0,89              |
| украинцы       | 17            | 0,84              |
| Всего          | 2022          | 100 %             |